# Marxismo-leninismo-maoismo

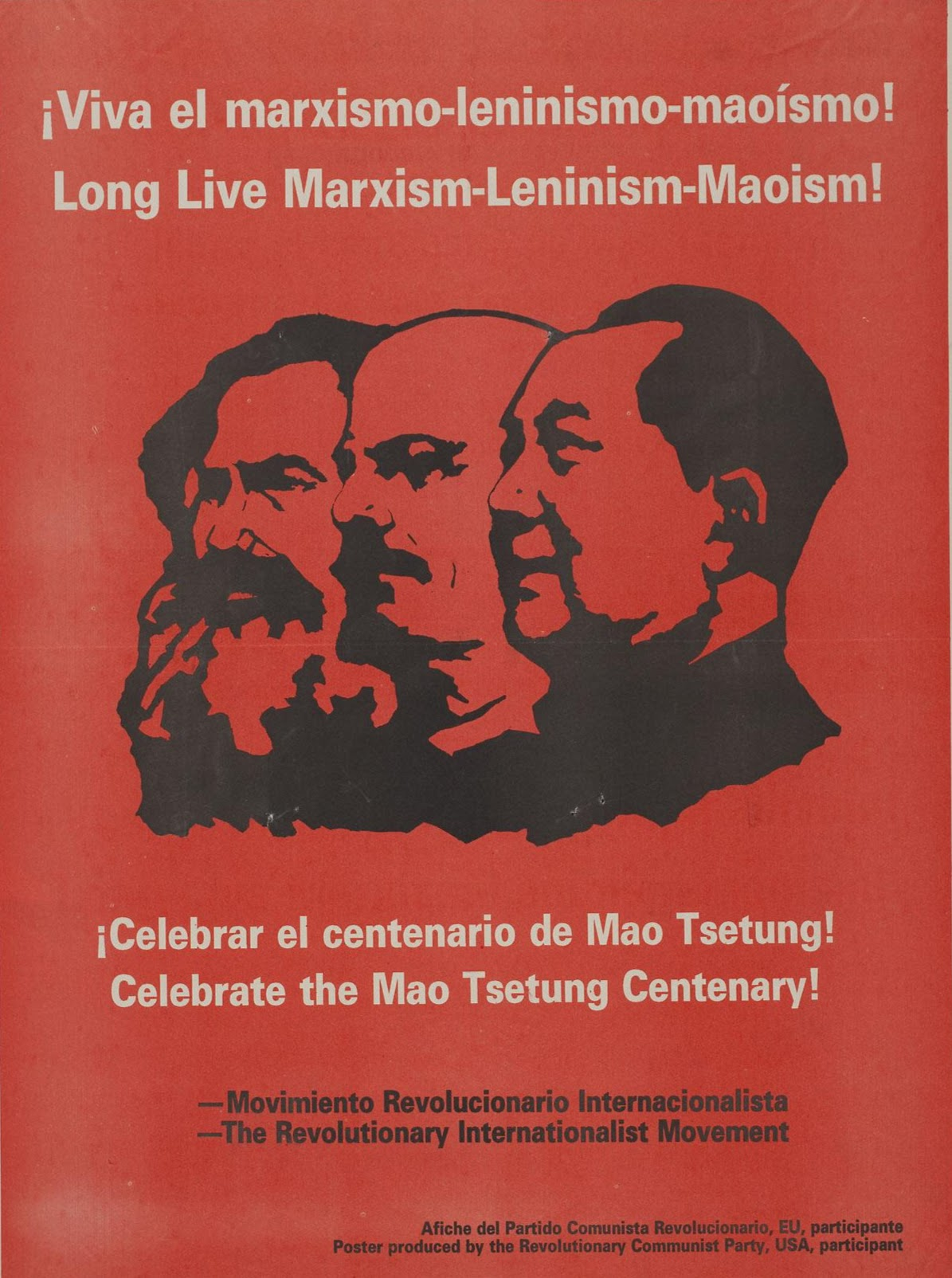
Cartaz com a frase "Viva o marxismo-leninismo-maoismo!"

O Marxismo-Leninismo-Maoismo ou comumente chamado pela sua sigla, MLM, é uma corrente do pensamento Marxista-Leninista que se originou do Maoismo defendido por diversos partidos políticos após a ruptura sino-soviética e que isola o pensamento de Mao Zedong do Tridemismo. Os marxistas-leninistas-maoistas afirmam que sua doutrina possui uma natureza científica, e que as contribuições teóricas de Mao Tsé-tung, quando sistematizadas de forma correta, podem ser aplicadas universalmente por organizações buscando uma revolução comunista. Para seus seguidores, o marxismo-leninismo-maoismo constitui uma fase superior e unificada do Marxismo-Leninismo, diferente do Maoismo praticado no passado, que seria apenas a adaptação da teoria marxista-leninista às condições materiais chinesas ou a adoção de aspectos dessa adaptação por partidos comunistas fora da China. A esse último, nomeiam "Pensamento Mao Tsé-tung" para separá-lo de sua própria ideologia.
O marxismo-leninismo-maoismo é uma doutrina comunista, revolucionária, fortemente antiparlamentar e cuja estratégia para tomada de poder, ao menos em países subdesenvolvidos, passa necessariamente pela guerrilha rural conforme descrita por Mao Tsé-Tung. O MLM também é marcado por um antirrevisionismo, considerando países como a China, Coreia do Norte e Cuba capitalistas de estado, e não socialistas. Como consequência, marxistas-leninistas-maoistas também se opõe a guerrilhas guevaristas como as FARC, que consideram uma forma de "reformismo armado." Em discordância com o marxismo clássico. O primeiro partido a sintetizar e defender o MLM foi o Partido Comunista do Peru (Sendero Luminoso), organização comumente vista como terrorista no Peru. A partir de uma campanha levada a cabo por Abimael Guzmán, o Movimento Revolucionário Internacionalista se tornou a primeira organização internacional a adotar o MLM. Atualmente, é a linha política dos partidos e organizações do chamado Movimento Comunista Internacional (MCI), que é ativo em diversos países. Na Turquia, Peru, Filipinas e India existem movimentos armados que tomam o MLM como ideologia e lutam por uma revolução socialista. Grupos armados menores existem no Equador, Butão e Sri Lanka, sem no entanto buscarem uma revolução a curto prazo.
Assim como o termo "Marxismo" não foi adotado por Karl Marx e "Marxismo-Leninismo" não foi adotado antes da morte de Lenin, o termo epônimo "marxismo-leninismo-maoismo" surgiu somente anos após a morte de Mao Tsé-tung.

## Componentes

### Nova Democracia
A teoria da Nova Democracia sustenta que antes de uma revolução socialista, devem-se unir as "classes revolucionárias" para criar uma "ditadura conjunta das classes revolucionárias", sendo elas o campesinato como "massa transformadora", o proletariado como direção, intelectuais, pequena-burguesia e a burguesia nacional.
Para os proponentes da Nova Democracia, o papel da burguesia nacional como um ator progressista na luta proletária para derrubar o imperialismo nunca estaria garantido, e esta acabaria por se voltar contra o proletariado quando a situação anti-imperialista progredisse. O Balli Kombëtar na Albânia em 1943 e o Kuomintang na China na década de 1920 são exemplos desta situação. Estas forças burguesas nacionais aliaram-se temporariamente a partidos comunistas de seus países (o Partido do Trabalho da Albânia e o Partido Comunista da China, respectivamente) para combater o imperialismo, mas acabaram por se virar contra os comunistas quando sentiram que a sua existência a longo prazo na nova sociedade estaria ameaçada.
Tal como a Nova Política Económica na União Soviética, a Nova Democracia é concebida como uma etapa necessária (mas temporária) para o desenvolvimento a longo prazo do socialismo, ou neste caso, para a construção e consolidação do socialismo em primeiro lugar. Sustenta que a burguesia nacional da Nova Democracia deve estar sempre firmemente sob o comando do proletariado e deve ser firmemente dispensada logo que a situação nacional o permita (em termos maoistas, quando a contradição entre o feudalismo e as massas já não for a principal contradição da nação, ou quando a revolução burguesa-democrática se encontrar numa fase suficientemente avançada para uma Ditadura do Proletariado.)

### Linha de massas
Partindo da teoria do partido de vanguarda de Vladimir Lenin, a teoria da linha de massas delineia uma estratégia para a liderança revolucionária das massas, a consolidação da Ditadura do Proletariado e o reforço do partido e para a construção do socialismo. É a partir da linha de massas que o partido marxista-leninista-maoista pode buscar tornar-se o "Partido de um Novo Tipo" descrito por Lenin e posteriormente elaborado por Mao. A linha de massas é comumente descrita com a frase "das massas, para as massas". Tem três componentes ou fases:
1. Recolher as diversas ideias das massas.
2. Processar e interpretar estas ideias da perspectiva do Marxismo revolucionário.
3. Devolver estas ideias às massas sob a forma de uma linha política visando avançar os rumos da revolução.

Estas três etapas devem ser aplicadas frequentemente, elevando de forma reiterada a prática e o conhecimento do partido comunista.

### Lei da contradição
Os marxistas-leninistas-maoistas defendem as obras filosóficas de Mao Tsé-Tung, particularmente o seu trabalho sobre dialética em Sobre a Contradição e sobre epistemologia em Sobre a Prática.

### Guerra popular prolongada
A guerra popular é uma estratégia para a revolução que sustenta os seguintes princípios:
- Qualquer tentativa de começar a lutar com a burguesia em seus próprios termos, usando as mesmas táticas e estratégias que eles usam seria esmagada (marxista-leninista-maoistas citam que, exceto a Revolução de Outubro, todas as tentativas revolucionárias que imediatamente usaram a guerra convencional foram esmagadas pela repressão estatal).
- Não se pode prever quando existirão as condições objetivas para a revolução. Assim, as condições subjetivas — ou seja, a consciência de classe — devem ser construídas com muita antecedência.
- A tomada do poder estatal geralmente não acontece de uma só vez. Uma situação de duplo poder através do curso da guerra popular prolongada surge quando a vanguarda proletária controla seções do país ao mesmo tempo que a burguesia.

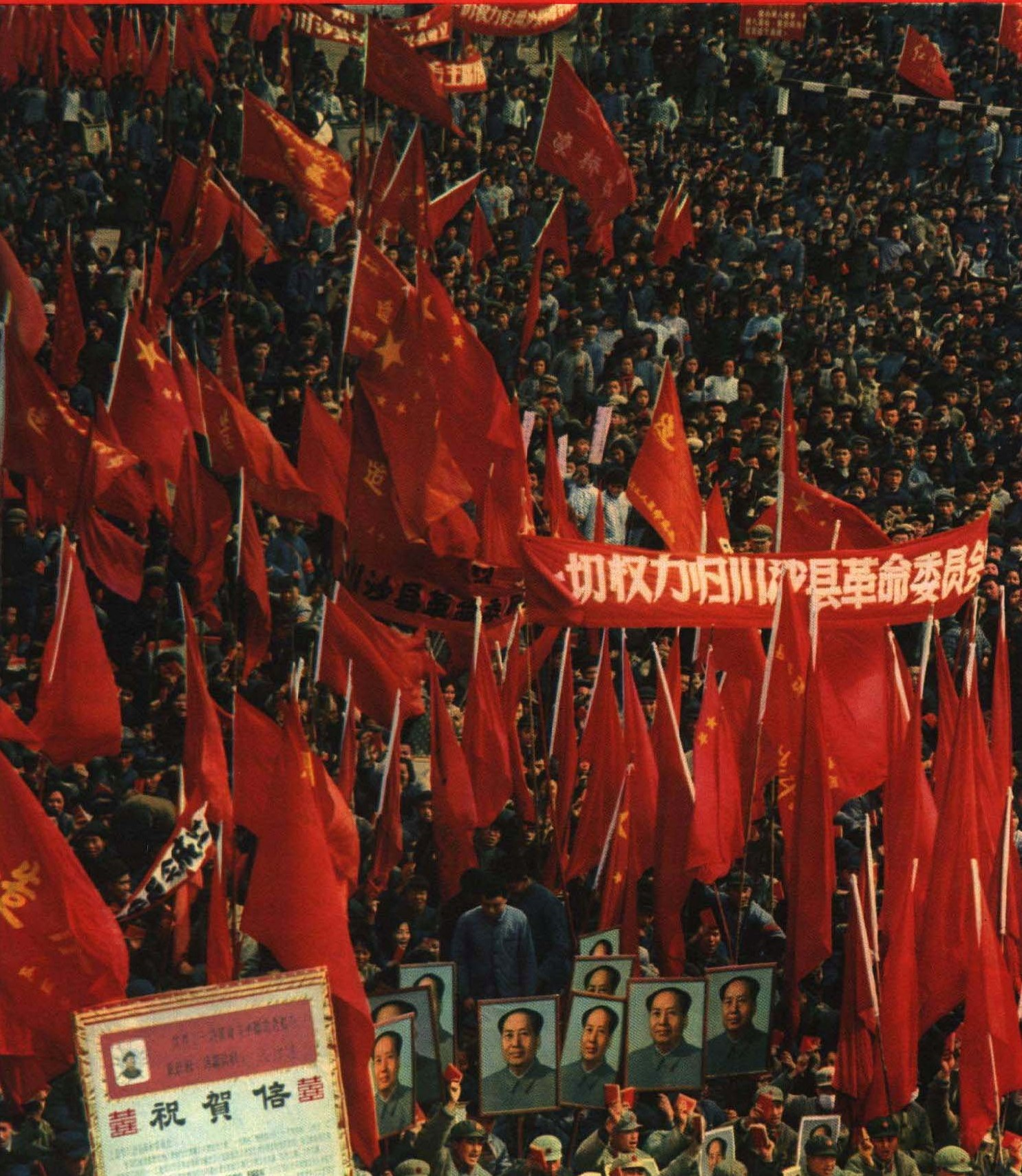
Mobilizações dos Guardas Vermelhos durante a Revolução Cultural Chinesa

- Mobilizações dos Guardas Vermelhos durante a Revolução Cultural ChinesaO partido não pode esperar liderar o proletariado numa tomada de poder se ele próprio não tiver experiência militar. Assim, a experiência militar — isto é, a experiência adquirida através da luta real, mesmo que a uma escala limitada — deve ser adquirida muito antes de uma tomada de poder. Além de ser um desenvolvimento necessário para a ditadura do proletariado, o duplo poder é inestimável para proporcionar esta experiência militar (juntamente com o conhecimento civil.)

### Revolução Cultural
Para os marxistas-leninistas-maoistas, houve uma chamada "recuperação capitalista" em países do bloco socialista ao longo das décadas de 1950 e 1960, que levou ao ressurgimento do capitalismo e o fim do socialismo. Mao Tsé-Tung atribuía essa recuperação, no caso do bloco socialista, à continuidade da luta de classes após o estabelecimento do socialismo. Posteriormente, MLMs afirmariam que recuperações capitalistas ocorreram também na China após a morte de Mao e no Vietnã após 1986.
Em um rompimento com a leitura stalinista do materialismo dialético, Mao afirmava que cada sociedade socialista ainda teria contradições internas entre diferentes classes (como proletariado, pequena burguesia e campesinato) e entre a sociedade e o partido comunista. Essas contradições manteriam a luta de classes viva durante o socialismo, e sua causa seria o retorno de "ideais burgueses" dentro e fora do partido comunista. Ao contrário de Stalin, Mao afirmava que a influência burguesa na sociedade socialista teria uma origem primariamente interna, e não externa.
Mao acreditava em uma relação de mútua influência entre base e superestrutura, segundo a qual, além da mudança nas condições materiais de uma sociedade, a cultura também precisaria ser conscientemente transformada para que o socialismo pudesse ser construído. Essa transformação se daria através da luta de classes em um nível cultural para combater o "comandismo" e "burocratismo" no partido comunista (vistos por Mao como o "caminho capitalista") e as "velhas ideias" e "influência burguesa" na sociedade como um todo. Essa ideia deu origem à "Grandiosa Revolução Cultural Proletária" na China. Abimael Guzmán, líder do Partido Comunista do Peru (Sendero Luminoso), posteriormente defenderia a necessidade de sucessivas revoluções culturais para livrar a sociedade socialista de ideais capitalistas remanescentes.

## Correntes do marxismo-leninismo-maoismo
O marxismo-leninismo-maoismo não existe atualmente como uma doutrina única e homogênea, e os diversos partidos e organizações seguidores da ideologia discordam quanto a diferentes questões teóricas e de práxis.
Esse não foi sempre o caso, visto que durante a década de 1980, o Movimento Revolucionário Internacionalista – primeiro agrupamento internacional a adotar o MLM – alcançou um grande nível de unidade ideológica entre seus membros. Discordâncias entre os partidos envolvidos eventualmente levaram à dissolução do MRI e ao surgimento de diversas interpretações discordantes do MLM.

### Marxismo-leninismo-maoismo-Caminho Prachanda
O marxismo-leninismo-maoismo-Caminho Prachanda, também chamado de Pensamento Prachanda, nomeado em referência ao nome de guerra de Pushpa Kamal Dahal, é a ideologia oficial do Partido Comunista do Nepal (Maoista) desde 2001. A adoção desta orientação se deu em resposta ao desenvolvimento da Guerra Civil no Nepal, da qual o partido foi um dos principais participantes.
Formulando a nova orientação do partido, Prachanda considerava que as condições históricas e materiais do Nepal contemporâneo eram diferentes demais daquelas da Russia, China ou Peru para que o marxismo-leninismo-maoismo fosse aplicado sem necessitar de alterações. A principal quebra do Pensamento Prachanda com o marxismo-leninismo-maoismo tradicional foi a conceituação de "Democracia do Século XXI," que, se aproximando da Democracia Popular Multipartidária do PCN(MLU), abria mão da necessidade do controle centralizado pelo Partido Comunista durante a Nova Democracia, permitindo um sistema de democracia popular em que diversos partidos poderiam participar de eleições. Essa quebra leva a maior parte do movimento marxista-leninista-maoista moderno a considerar o PCN(M) revisionista.

### Nova Síntese Comunista
A Nova Síntese Comunista ou Novo Comunismo é a orientação política do Partido Comunista Revolucionário (Estados Unidos) e foi formulada por Bob Avakian, sendo por isso chamada de "Avakianismo" pejorativamente por seus opositores. Além do PCR(EUA), a corrente também é seguida pelo Partido Comunista do Irã (MLM).
Entre suas diferenças com o MLM ortodoxo estão a forte anti-religiosidade, a ênfase no método científico, a negação total das frentes únicas e a conceituação da centralidade do partido como um "centro sólido, mas elástico."
O PCR(EUA) considera a Nova Síntese não como uma vertente do Maoismo, mas sim como "pós-maoista," afirmando que Avakian teria realizado contribuições suficientemente importantes para que suas teorias fossem elevadas ao nível dos pensadores essenciais do comunismo. Por isso, assim como outras ações e declarações do PCR(EUA), opositores de esquerda ao partido o acusam de ser um Culto de Personalidade.
Os desenvolvimentos teóricos do PCR(EUA) e do PCN(M), respectivamente Nova Síntese e Caminho Prachanda, foram parte dos fatores que levaram à dissolução do MRI em 2012. Outros membros da organização, como o Partido Comunista da Índia (Maoista), o Partido Comunista (maoista) do Afeganistão, Partido Comunista Maoista da Itália além de grande parte do MCI denunciaram ambas as correntes como revisionistas e consideraram que a internacional havia se tornado uma influência negativa no movimento maoista.

### Pensamento Gonzalo ou marxismo-leninismo-maoismo Principalmente Maoismo

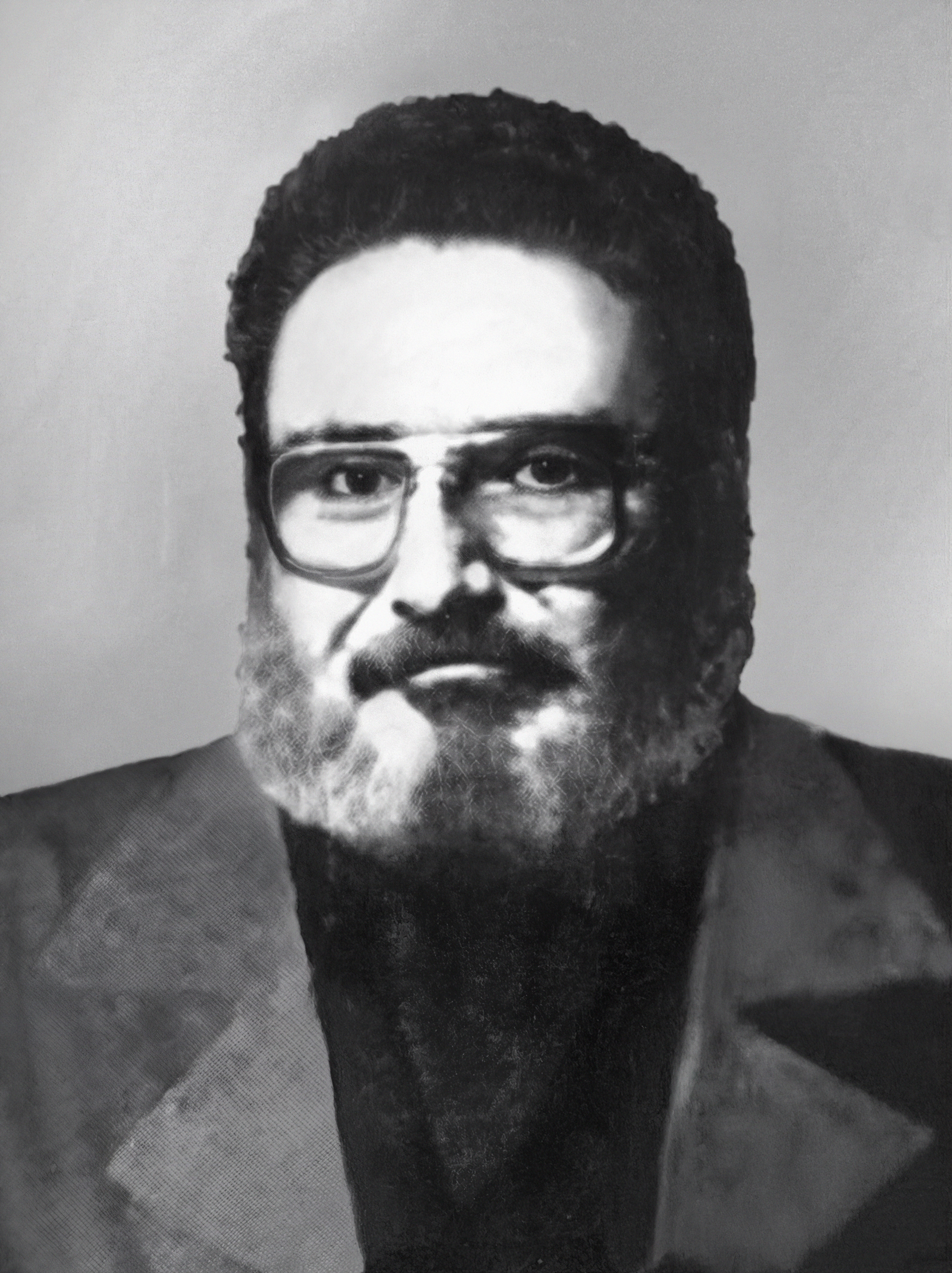
Abimael Guzmán, mais conhecido pelo pseudônimo Presidente Gonzalo

O marxismo-leninismo-maoismo-Pensamento Gonzalo ou "senderismo" foi a linha geral do Partido Comunista do Peru (Sendero Luminoso) desde sua entrada no MRI. A doutrina do chamado Pensamento Gonzalo foi nomeada em referência ao nome de guerra de Abimael Guzmán, "Presidente Gonzalo," e foi desenvolvida como a aplicação prática do MLM às condições do conflito civíl no Peru entre as décadas de 1970 e 1990. Entre suas diferenças do MLM convencional estão o conceito de "Cotas de Sangue" (La Cuota), a defesa da concentração total do poder do partido em um único líder (a "Chefatura"), o assassinato seletivo de figuras públicas e líderes comunitários locais e uma rejeição do feminismo moderado em favor de uma concepção classista de libertação feminina.

#### Violência Revolucionária
As chamadas "Cotas de Sangue," ou em tradução direta "A Cota" era o nome dado à exigência do partido de que seus militantes estivessem prontos a matar, a morrer e a usar da violência extrema a qualquer momento durante a Guerra Popular. A adoção da Cota tinha como objetivo acelerar o conflito contra o Estado peruano, e como justificativa ideológica a concepção de que os senderistas, ainda que fossem violentos, jamais seriam capazes de superar a violência e morte resultante da miséria e da desigualdade social sob o capitalismo burocrático. Nas palavras de Abimael Guzmán:
| “ | Sobre A Cota: o selo de compromisso com nossa revolução, com a Revolução Mundial, com esse sangue do povo que corre em nosso país (...) A Cota é uma parte pequena da revolução peruana e da Revolução Mundial (...) A maior parte (das mortes) são causadas pela reação, e a menor parte por nós. Eles formam lagoas, nós somente encharcamos lenços. | ” |
|   | — Abimael Guzmán (Presidente Gonzalo). |   |

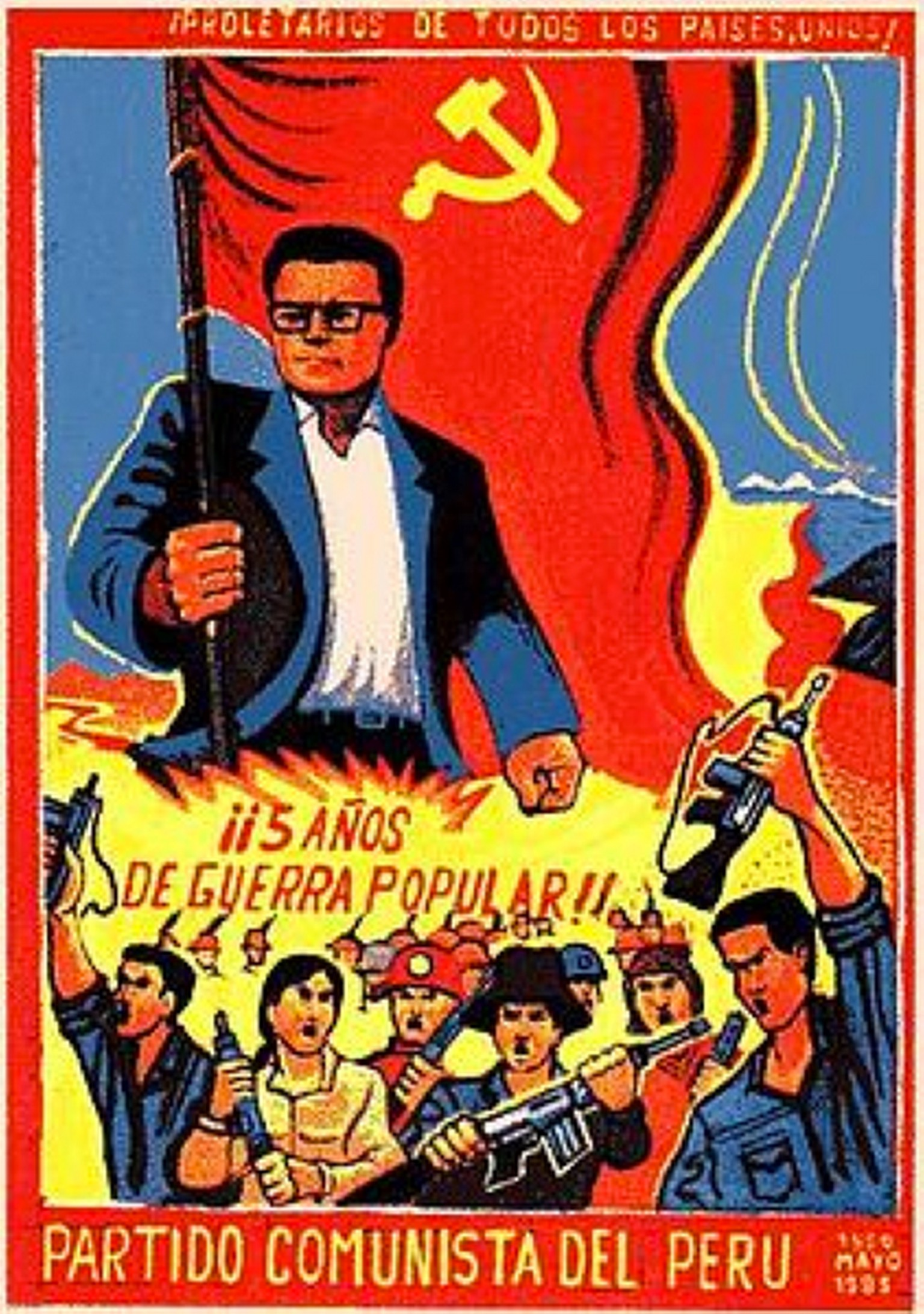
Poster feito pelo Sendero Luminoso, retratando Abimael Guzmán líderando as massas durante a revolução peruana.

Como estratégia para a consolidação do poder local, o Sendero Luminoso praticava a execução ("aniquilação") de representantes do Estado, políticos corruptos ou não, líderes comunitários (sendo o mais famoso o caso de María Elena Moyano, cujo corpo foi dinamitado), latifundiários e camponeses médios visando a criação de um "vácuo de poder." O Partido então preenchia esse vácuo através de seus "Organismos Gerados," principalmente por meio dos Comitês Populares, compostos de camponeses pobres e liderado por militantes do PCP(SL). A aniquilação seletiva também tomava a forma dos "ajustiçamentos seletivos," em que pequenos criminosos locais, ladrões de gado, patrões abusivos ou maridos violentos eram executados publicamente, normalmente com degolações ou sendo esmagados por pedras. Em muitas comunidades camponesas andinas, os ajustiçamentos seletivos foram bem recebidos, enquanto que em outras entravam em choque com as concepções não punitivistas de justiça da comunidade.

#### Chefatura e Pensamento Guia
Para os seguidores do Pensamento Gonzalo, durante o processo de luta revolucionária, inevitavelmente haverá um militante que, ao longo de anos de atuação, receberá cada vez mais atenção, demonstrará cada vez mais domínio do Marxismo e será capaz de sintetizar um "Pensamento Guia" da revolução, leia-se uma aplicação do marxismo-leninismo-maoismo às condições do país ao qual pertence. Esse militante deverá subir naturalmente na hierarquia do partido por suas contribuições intelectuais até participar do Comitê Central, e dentro dele ocupar a posição de "Chefatura." A Chefatura assume, então, uma função de personificação da revolução a um nível de propaganda, e de centralização do debate teórico e estratégico a um nível prático. A Chefatura da revolução peruana teria sido Presidente Gonzalo, e seu nome é reverenciado em músicas, poemas e pinturas realizadas por militantes senderistas durante e após a guerra civil no Peru. Alguns críticos consideram a Chefatura uma forma de culto de personalidade.
O "Pensamento guia" seria o primeiro estágio a ser considerado. Segundo Abimael Guzmán, o "Pensamento guia" se forja a partir de uma análise marxista das condições materiais de um país e, após várias etapas, dá-se um salto definitivo com a "guerra popular", que é a produção material do pensamento. Este "Pensamento guia" define a direção a seguir, pois "não há grande líder que não se baseie em um pensamento, seja qual for o seu grau de desenvolvimento". Desta forma, uma revolução comunista é sustentado por "um pensamento" que "a guia e é o resultado da aplicação da verdade universal da ideologia do proletariado internacional às condições concretas de cada revolução", além disso, a revolução deve estar a serviço da revolução proletária mundial considerando a Revolução de outubro de 1917 como o fim "da revolução burguesa e o início da revolução proletária mundial". A violência revolucionária se torna uma lei universal para a tomada do poder pela qual "a guerra é a continuação da política por outros meios". O marxismo, então, é construído por meio de um pensamento que o orienta. De acordo com Abimael Guzmán, para uma classe chegar ao poder ela deve desenvolver habilidades sólidas em todas as áreas. Abimael Guzmán destacaria que os revolucionários devem ter otimismo absoluto, pois são eles que conduzem e moldam o futuro participando de um "gesto heróico" onde o "sangue de nosso povo nos enche de ardor e ferve nossos corações".

#### Internacionalização
Depois de 1995, diversos movimentos começaram a assumir o os "Aportes de validez universais do Presidente Gonzalo". O chamado "marxismo-leninismo-maoismo, Principalmente Maoismo" é, em grande parte, a internacionalização de certos atributos do Pensamento Gonzalo. Na linha internacional, é chamado de "Marxismo-leninismo-maoismo, Principalmente Maoismo, com os Aportes de Validez Universal do Presidente Gonzalo".(MLMpMavuPG)
O Pensamento Gonzalo e o Principalmente Maoismo hoje são defendidos principalmente na América Latina, por partidos como o Partido Comunista do Brasil (Fração Vermelha) e Partido Comunista do Ecuador - Puka Inti, além de serem adotados por organizações estadunidenses como os Guardas Vermelhos e sua publicação, Struggle Sessions e pela Liga Comunista Internacional.

## Ver Também
- Marxismo-leninismo
- Marxismo libertário
- Hoxhaismo
- Liga dos Camponeses Pobres
- Conflito civil nas Filipinas